# Tepidopleustes honomu
Tepidopleustes honomu är en kräftdjursart som först beskrevs av J. L. Barnard 1970.  Tepidopleustes honomu ingår i släktet Tepidopleustes och familjen Pleustidae. Inga underarter finns listade i Catalogue of Life.